# Kansa
Kansa (Kaw, Konza). Pleme Siouan Indijancev iz skupine Dhegiha, prvotno naseljeno ob reki Kansas v Kansasu, od leta 1873 pa v Oklahomi, kjer živijo še danes. Najbolj znan pripadnik plemena je bil Charles Curtis, 31. podpredsednik ZDA.

## Ime
Ime Kansa se pojavlja v več podobnih oblikah in v jeziku Siouan pomeni "Ljudje južnega vetra", pogosto skrajšano v Kaw. Njihovo lastno ime zanje je Hútañga. Njihovi bližnji in daljni sosedje so jih imenovali z različnimi imeni. Indijanci Komanči so jih po načinu česanja, podobno kot pri Vranah, imenovali "brez pramena las na čelu" ali v jeziku Komančev Móhtawas. Znani so tudi v Coronadovih zgodbah kot Guaes, od drugih imen pa so zabeleženi Ukase (Indijanci Fox) in Alähó, pri plemenu Kiowa.

## Vasi
- Bahekhube, južno od reke Kansas, Kansas.

- Cheghulin, 2 vasi; (1) na južnem bregu reke Kansas in (2) na pritoku reke Kansas, vzhodno od reke Blue.

- Djestyedje, reka Kansas blizu Lawrenca.

- Gakhulin, lokacija neznana.

- Gakhulinulinbe, reka Kansas.

- Igamansabe, na reki Big Blue.

- Inchi, na reki Kansas.

- Ishtakhechiduba, reka Kansas.

- Manhazitanman, reka Kansas, blizu Lawrenca.

- Manhazulin, reka Kansas.

- Manhazulintanman, reka Kansas.

- Manyinkatuhuudje, ob izlivu reke Big Blue.

- Neblazhetama, na zahodnem bregu Mississippija nekaj kilometrov od izliva reke Missouri, v današnjem Missouriju.

- Niudje, reka Kansas, 4 mi (6,4 km) od Kansas Cityja, Missouri.

- Padjegadjin, reka Kansas.

- Pasulin, reka Kansas.

- Tanmangile, reka Big Blue.

- Waheheyingetseyabe, lokacija neznana.

- Wazhazhepa, lokacija neznana.

- Yuzhemakancheubukhpaye, lokacija neznana.

- Zandjezhinga, lokacija neznana.

- Zandzhulin, pri agenciji Kaw, Indijansko ozemlje (1882.).

- Zhanichi, reka Kansas.

## Zgodovina
Kanse so najbolj sorodni s plemenom Osage, s katerim so nekje do leta 1500 živeli v dolinah rek Wabasha in Ohia z drugimi plemeni skupine Dhegiha. Nekje leta 1500 pride do razcepa Dhegiha, od katerih se ločijo predniki današnjih Indijancev Omaha. Kanse so se po ločitvi od Osage naselili ob izlivu reke Kansas in so morda pleme, ki ga leta 1541 srečajo Coronadovi ljudje in ga imenujejo Guasco. Naslednje leto 1542, se oče Juan de Padilla vrne v Kansas, da bi pokristjanil Indijance, vendar ga ti ubijejo. V 17. stoletju postanejo aktivni Francozi, ki leta 1686 postavijo Arkansas Post, leta 1693 pa pride do aktivnejše trgovine z Indijanci, ki se nadaljuje tudi v 18. stoletje. Etienne Venyard Sieur de Bourgmont leta 1724 vzpostavi trgovske stike z Indijanci Kansa na območju današnjega okrožja Doniphan. Srečanja očitno niso bila vedno miroljubna ali pa je prihajalo do konfliktov, saj so leta 1725 Kanse uničili Fort Orleans. Nekaj pred prihodom Lewisa in Clarka, natančneje leta 1795, družina Chouteau začne trgovati s krznom s Kansami. Z vstopom v 19. stoletje bodo Kanse kmalu izgubili zemljo. Že leta 1832 so plemena Kickapoo, Potawatomi, Kaskaskia (pleme Illinois), Peoria (pleme Illinois), Wea in Piankashaw preseljena v Kansas, kjer se zanje odprejo rezervati. Že 4 leta kasneje (1836) so preseljena tudi plemena Sac, Fox in Iowa, leta 1840 Indijanci Miami in leta 1843 pleme Wyandot, ki je prebivalo ob Velikih jezerih. Indijanci so ovira belim naseljencem, zato se plemena preseljujejo iz različnih krajev današnjih ZDA, pretežno na območje, ki je bilo imenovano Indijansko ozemlje, danes Oklahoma. Pleme Kansa leta 1846 s silo prepusti 2.000.000 akrov svoje zemlje ZDA, sami pa so preseljeni jugovzhodno od Council Grovea, kjer ostanejo do leta 1873, ko prodajo rezervat in kupijo zemljo v Oklahomi, v bližini plemena Osage.

## Etnografija
Indijanci Kansa so eno izmed prerijskih plemen, ki so se poleg lova na bizone ukvarjali tudi s kmetovanjem. Poglavarje pri Kansah so sprva izbirali po njihovi modrosti in pogumu, kasneje je ta čin postal deden. Naselje so bile stožčaste oblike, včasih so v eni takšni koči lahko živele dve do tri družine. Urejanje porekla, dedovanja in sklepanja zakona so enaki kot pri plemenu Ponca Indijanci, drugem plemenu Dhegiha. Morgan Kansa smatra za 'najdivjejše' pleme domorodcev Severne Amerike, a hkrati tudi zelo inteligentno in zanimivo po svojih običajih.
Pri Kansah najdemo običaje uživanja pasjega mesa. Preden so odšli v vojno, pravi James George Frazer, so v poglavarjevi koči prirejali gostije, katerih glavna jed je bilo pasje meso. Pes po mnenju Kans mora vliti pogum v tistega, ki jé njegovo meso, saj se bo pes za svojega gospodarja boril do zadnje kaplje krvi. Takšno obliko magije pri Kansah imenujemo prenosna magija.
Morgan pri Kansah najde 14 klanov, ki so eksogamni in patrilinearni, to so:
1. Jelen (Ta-ke-ka-she’-ga; Deer). 2. Medved (Sin’-ja-ye-ga; Bear). 3. Bizon (Mo-e’-kwe ah ha; Buffalo). 4. Orel (beli) {Hu-e’-ya; Eagle (white)}. 5. Orel (črni) {Hun-go tin’-ga; Eagle (black)}. 6. Raca (Me-ha-shun’-ga; Duck). 7. Severni jelen (0’-ps; Elk). 8. Rakun (Me-ka’; Raccoon). 9. Prerijski volk (Sho’-ma-koo-sa; Prairie Wolf). 10. Želva (Do-ha-kel’-ya; Turtle). 11. Zemlja (Mo-e’ ka-ne ka’-she ga; Earth). 12. Jelenov rep (Da-sin-ja-ha-ga; Deer Tail). 13. Šotor (Ic’-ha she; Tent). 14. Grom (Lo ne’-ka-she-ga; Thunder).
Dorsey 1897. najde rodove: 1, Manyinka (earth lodge); 2, Ta (deer); 3, Panka ( Ponca) ; 4, Kanze (Kansa) ; 5, Wa-sabe (black bear); 6, Wanaghe (ghost); 7, Kekin (carries a turtle on his back); 8, Minkin (carries the sun on his back); 9, Upan (elk); 10, Khuya (white eagle); 11, Han (night); 12, lbache (holds the firebrand to sacred pipes); 13, Hanga-tanga (large Hanga) ; 14, Chedunga (buffalo bull); 15, Chizhuwashtage (Chizhu peacemaker); 16, Lunikashinga (thunder-being people). Ti rodovi tvorijo 7 fraterij.